# Marina Vassilievskaïa
Marina Vitalievna Vassilievskaïa (en russe Марина Витальевна Василевская ; en biélorusse Марына Вітальеўна Васілеўская, Maryna Vitaliewna Vassiliewskaïa), née le 14 septembre 1990, est une hôtesse de l'air biélorusse de la compagnie Belavia.

## Biographie
Marina Vassilievskaïa est une instructrice de vol et hôtesse de l'air de la compagnie Belavia Airlines, travaillant au sein des équipages des avions Boeing et Embraer. Elle a pratiqué professionnellement la danse de salon pendant quinze ans avant de rejoindre la compagnie aérienne. Cette cosmonaute est passionnée par le design d'intérieur, elle aime aller à la piscine, faire de l'aérobic, jouer au badminton et au tennis pendant son temps libre, ainsi que le jardinage.
En mai 2023, elle est une des deux candidates restantes à l'issue de la sélection biélorusse pour voler à bord de Soyouz MS-25 en mars 2024. Elle est désignée comme membre de l'équipage principal. Elle s'envole pour l'espace le 23 mars 2024 et séjourne dans la Station spatiale internationale jusqu'à son retour sur Terre le 6 avril suivant.